# 757

## Události

#### Probíhající události
- 755–763: Povstání An Lu-šana

## Úmrtí
- 26. dubna – Štěpán II. – papež

## Hlava státu
- Papež – Štěpán II. (752–757) » Pavel I. (757–767)
- Byzantská říše – Konstantin V. Kopronymos (741–775)
- Franská říše – Pipin III. Krátký (751–768)
- Anglie
  - Wessex – Sigeberht » Cynewulf z Wessexu
  - Essex – Svvithred
  - Mercie – Æthelbald » Offa (757–796)
- První bulharská říše – Vinech